# PSV Eindhoven
O Philips Sport Vereniging (em português: Associação Desportiva Philips), abreviado como PSV e internacionalmente conhecido como PSV Eindhoven, é um clube de futebol profissional de Eindhoven, nos Países Baixos. É, assim como o Ajax de Amsterdã e o Feyenoord de Roterdã, um dos três grandes clubes dos Países Baixos. O maior momento do PSV foi a conquista da Taça dos Campeões Europeus, atual Liga dos Campeões da UEFA, em 1988.

## História
O clube de futebol neerlandês Philips Sport Verening Eindhoven foi fundado a 31 de agosto de 1913 por um grupo de operários da fábrica Philips, precisamente sediada em Eindhoven. A formação do clube é  uma forma de comemorar o centésimo aniversário da independência dos Países Baixos.
Sofrendo forte concorrência interna do Ajax de Amsterdã, o PSV mesmo assim foi conquistando alguns títulos e prestígio, que o levaram a ser convidado a participar na primeira edição da Taça dos Campeões Europeus, em 1955. Nessa altura brilhava na equipa o goleador Coen Dillen.
O PSV Eindhoven viveu um período de grandes conquistas na década de 1970, tendo ganho por três vezes a Eredivisie (Campeonato Neerlandês): em 1975, 1976 e 1978. Na equipe que era treinada por Kees Rijvers, destacavam-se os gémeos Willy e René van de Kerkhof. Em 1978 ficou também marcado pela vitória na Taça UEFA, uma importante prova europeia de clubes, após derrotar na final o Bastia, da França, por 3 a 0.
Na década de 1980, a multinacional Philips investiu fortemente no clube e foi construída uma equipa que dominou o futebol neerlandês e mostrou talento na Europa. O treinador era Guus Hiddink. O PSV ganhou quatro campeonatos consecutivos, entre 1986 e 1989, mas acima de tudo em 1987–88 conquistou a prestigiada Taça dos Campeões Europeus vencendo o Benfica no desempate por grandes penalidades, entre os elementos da equipa destacavam-se Ronald Koeman, Erik Gerets, Vanenburg e o goleiro Hans van Breukelen, assim como Ruud Gullit, que saíra em 1987 para jogar no Milan, da Itália.
O atacante brasileiro Romário chegou ao clube em 1988, e em cinco temporadas marcou 174 gols. Até 1993 conquistou três campeonatos neerlandeses e duas Taças dos Países Baixos.
Outro brasileiro que fez furor no PSV foi Ronaldo, que chegou aos Países Baixos com apenas 17 anos, em 1994. Tal como Romário, viria ser vendido ao Barcelona de Espanha.
Candidato crónico à vitória no campeonato neerlandês, o PSV Eindhoven formou ainda na década de 1990 jogadores como Jaap Stam e Ruud Van Nistelrooy, ambos vendidos ao Manchester United, da Inglaterra, Philip Cocu, Boudewijn Zenden e Mark van Bommel, contratados pelo Barcelona, e Arjen Robben, vendido ao Chelsea.
Na mesma década, o PSV Eindhoven conquistou a Eredivisie em três ocasiões (1990–91, 1991–92 e 1996–97), seguindo-se triunfos nas ligas de 1999–00, 2000–01, 2002–03, 2004–05 e 2005–06.
Em 2003 foi o campeão da Copa da Paz, competição disputada na Coreia do Sul.

## Estádio

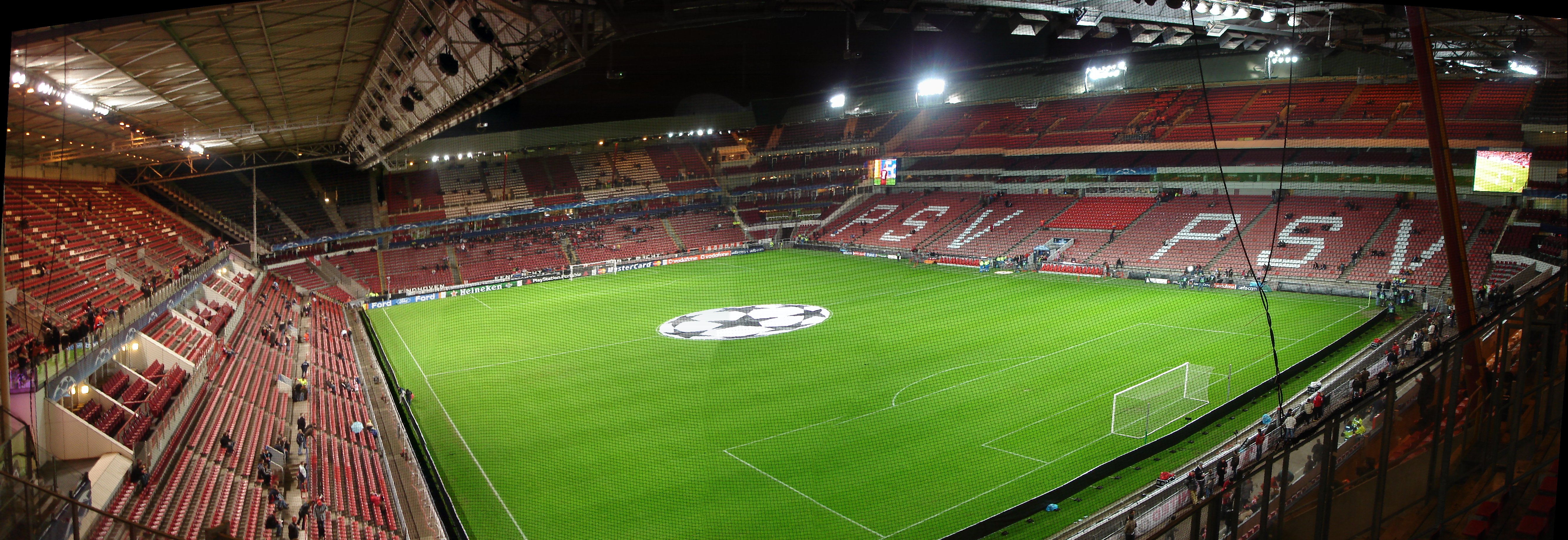
Philips Stadion com capacidade para 35 000 lugares

A casa do PSV Eindhoven é o Philips Stadion que é um estádio localizado na cidade de Eindhoven, Países Baixos.
Inaugurado em 31 de agosto de 1913 com apenas 300 lugares, localizado próximo a fábrica da Philips, no bairro conhecido como Vila Philips (Philipsdorp em neerlandês), sofreu grande destruição no final da Segunda Guerra Mundial, assim como a cidade.
Foi reparado e teve sua capacidade aumentada para 22 000 lugares em 1958. Com as reformas e ampliações em 1995 e 2000, tem capacidade para 35 000 torcedores. Há projetos para uma nova ampliação para 40 000 lugares.
O recorde oficial de público é de 34 700 torcedores, em 23 de outubro de 2005, num clássico entre PSV Eindhoven e Ajax.
Recebeu a final da Copa da UEFA de 2005–06, entre Sevilla e Middlesbrough, e algumas partidas da Eurocopa de 2000. É um dos estádios 5 Estrelas, segundo a UEFA.

## Títulos
| CONTINENTAIS  | CONTINENTAIS                           | CONTINENTAIS | CONTINENTAIS |
|               | Competição                             | Títulos      | Temporadas |
| ------------- | -------------------------------------- | ------------ | --- |
|               | Liga dos Campeões da UEFA              | 1            | 1987–88 |
|               | Copa da UEFA                           | 1            | 1977–78 |
| NACIONAIS     |                                        |              | |
|               | Competição                             | Títulos      | Temporadas |
|               | Campeonato Neerlandês                  | 26           | 1928–29, 1934–35, 1950–51, 1962–63, 1974–75, 1975–76, 1977–78, 1985–86, 1986–87, 1987–88, 1988–89, 1990–91, 1991–92, 1996–97, 1999–00, 2000–01, 2002–03, 2004–05, 2005–06, 2006–07, 2007–08, 2014–15, 2015–16, 2017–18, 2023–24 e 2024–25 |
|               | Copa dos Países Baixos                 | 11           | 1949–50, 1973–74, 1975–76, 1987–88, 1988–89, 1989–90, 1995–96, 2004–05, 2011–12, 2021–22 e 2022–23 |
| Países Baixos | Supercopa dos Países Baixos Recordista | 15           | 1992, 1996, 1997, 1998, 2000, 2001, 2003, 2008, 2012, 2015, 2016, 2021, 2022, 2023 e 2025 |
| TOTAL         |                                        |              | |
|               | Títulos                                | Totais       | Conquistas |
|               | Títulos oficiais                       | 54           | 2 Continentais e 52 Nacionais |

## Cores e brasão
O primeiro brasão do PSV consistia em uma lâmpada e as palavras "Philips Sport" em forma circular. Sua próxima versão foi um logotipo em forma de escudo com linhas verticais em vermelho e branco, com as letras "PSV". O terceiro desenho do escudo provou ser durável; sua forma oval, linhas horizontais em vermelho e branco e uma bandeira com as letras PSV incorporadas continuam sendo usadas até hoje. Apenas pequenas mudanças ocorreram: a cor da borda e a adição de figuras em forma de ferradura, um círculo em torno das três letras e a adição de duas estrelas para comemorar a conquista de vinte títulos da liga. As primeiras versões da forma oval também incluíram pontos para a abreviação "PSV". Para as celebrações do centenário em 2013, uma coroa de louros e o número "100" em ouro foram adicionados temporariamente ao brasão.
As cores vermelho e branco foram escolhidas na reunião de fundação em 1913 por Jan Willem Hofkes, o primeiro presidente do clube. Ele aparentemente apreciou o contraste entre sua bebida de framboesa vermelha e seu bloco de notas branco. Inspirado nas cores do clube, o primeiro kit consistia em uma camisa listrada verticalmente em vermelho e branco, shorts pretos e meias listradas horizontalmente em vermelho e branco. Essa combinação foi usada até a década de 1970, quando o clube passou para uma camisa completamente vermelha, que era usada com shorts branco ou preto. O kit vermelho foi alterado novamente para uma versão listrada em 1989. As listras em vermelho e branco permaneceram desde então, embora em adaptações muito variadas. Os shorts também costumam mudar entre preto e branco. Durante o mandato de Ruud Gullit no PSV, ele mudou pessoalmente os shorts de preto para branco, na tentativa de melhorar a estatura do kit. Para as comemorações do centenário de 2013, o PSV mudou temporariamente para uma camisa toda vermelha com shorts e meias brancas. Suas escolhas de design foram feitas para relembrar os kits usados durante a temporada 1987-88. 
Por causa dos laços estreitos com a Philips, o PSV teve o mesmo patrocinador de camisa, sem exceção, desde 1982, ano em que os patrocínios de camisa foram introduzidos na Eredivisie, até 2016. Este é um recorde no futebol holandês. A partir da temporada 2016-17, no entanto, a Philips não era mais a principal patrocinadora da camisa. O primeiro patrocinador de roupas do PSV foi a francesa Le Coq Sportif, de 1970 a 1974, quando mudou para a Adidas. Eles permaneceram como patrocinadores até 1995, quando foram substituídos pela Nike, até a Umbro se tornar patrocinadora da camisa em 2015, encerrando um relacionamento de 20 anos entre o PSV e a Nike. O atual fornecedor do clube é a Puma.

## Uniformes

### 1º Uniforme
| 2020–2021 | 2019–2020 | 2018–2019 | 2017–2018 | 2016–2017 | 2015–2016 | 2014–2015 | 2013–2014 | 2012–2013 | 2011–2012 |

| 2010–2011 | 2009–2010 | 2008–2009 | 2007–2008 | 2006–2007 | 2006–2007 |

### 2º Uniforme
| 2020–2021 | 2019–2020 | 2018–2019 | 2017–2018 | 2016–2017 | 2015–2016 | 2014–2015 | 2013–2014 | 2012–2013 | 2011–2012 |

| 2010–2011 | 2009–2010 | 2008–2009 | 2007–2008 | 2006–2007 | 2006–2007 |

### 3º Uniforme
|  |  |  |  |  |  |  |  |  |  |  |  |  |  |  |  |  |  |  |  |  |  |  |  |  |  | 2019–2020 | 2018–2019 | 2017–2018 | 2016–2017 | 2015–2016 | 2014–2015 |

|  |  |  |  |  |  |  |  |  |  |  |  |  |  |  |  |  |  |  |  |  |  |  |  |  |  |  |  |  |  |  |  |  |  |  |  |  |  |  |  |  |  |  |  |  |  |  |  |  |  |  |  |  |  |  |  |  |  |  |  |  |  |  |  |  |  |  |  |  |  |  |  |  |  |  |  |  |  |  |  |  |  |  |  |  |  |  |  |  |  |  |  |  |  |  |  |  |  |  |  |  |  |  |  | 2006–2007 | 2006–2007 |

### Outros Uniformes
| 2º Uniforme 2020–2021 | 1º Uniforme 2019–2020 | 2º Uniforme 2019–2020 | 3º Uniforme 2019–2020 | 1º Uniforme 2018–2019 | 2º Uniforme 2018–2019 | 1º Uniforme 2017–2018 | 3º Uniforme 2017–2018 | 1º Uniforme 2016–2017 | 2º Uniforme 2016–2017 | 3º Uniforme 2016–2017 |

| 4º Uniforme 2014–2015 |

## Material esportivo e patrocinadores
| Período | Fornecedor esportivo oficial | Patrocinador oficial |
| ------- | ---------------------------- | -------------------- |
| 1913-70 | Nenhum                       | Nenhum               |
| 1970-74 | Le Coq Sportif               | Nenhum               |
| 1974-82 | Adidas                       | Nenhum               |
| 1982-95 | Adidas                       | Philips              |
| 1995-15 | Nike                         | Philips              |
| 2015-16 | Umbro                        | Philips              |
| 2016-19 | Umbro                        | Energiedirect.nl     |
| 2019-20 | Umbro                        | Brainport Eindhoven  |
| 2020-22 | Puma                         | Brainport Eindhoven  |

## Elenco atual
Última atualização: 16 de setembro de 2024. 

## Capitães
| Nome                  | Atuação          | Capitão   |
| --------------------- | ---------------- | --------- |
| Luuk de Jong          | 2014–2019        | 2015–2019 |
| Georginio Wijnaldum   | 2011–2015        | 2013–2015 |
| Mark van Bommel       | 2012–2013        | 2012–2013 |
| Timmy Simons          | 2005-2010        | 2007-2010 |
| Philip Cocu           | 1995-98, 2004-07 | 2005-2007 |
| Mark van Bommel       | 1999-2005        | 2000-2005 |
| Luc Nilis             | 1994-2000        | 1998-2000 |
| Arthur Numan          | 1992-1998        | 1994-1998 |
| Erwin Koeman          | 1979-82, 1990-94 | 1993-1994 |
| Gerald Vanenburg      | 1986-1993        | 1992-1993 |
| Eric Gerets           | 1985-1992        | 1987-1992 |
| Ruud Gullit           | 1985-1987        | 1986-1987 |
| Hallvar Thoresen      | 1981-1988        | 1983-1986 |
| Jan van Beveren       | 1970-1983        | 1973-1983 |
| Willy van der Kuijlen | 1964-1981        | 1965-1973 |
| Roel Wiersma          | 1954-1965        | 1954-1965 |
| Berend Scholtens      | 1937-1955        |           |
| Sjef van Run          | 1926-1942        |           |
| Ad van Eerd           | 1927-1932        | 1928-1932 |

## Treinadores
- Kees Meijnders (1914–1916)
- Wout Buitenweg (1916–1921)
- Jan Vos (1921–1922)
- John Leavy (1922–1926)
- Ignaz Klein (1927–1928)
- Ben Hoogstede (1926–1927)
- Joop Klein Wentink (1928–1929)
- Jack Hall (1929–1935)
- Sam Wadsworth (1935–1938)
- Jan van den Broek (1938–1942)
- Coen Delsen (1942–1945)
- Sam Wadsworth (1945–1951)
- Harry Topping (1951–1952)
- Huub de Leeuw (1952–1956)
- Ljubiša Broćić (1956–1957)
- George Hardwick (1957–1958)
- Cees van Dijcke (1958–1959)
- Ljubiša Broćić (1959–1960)
- Franz Binder (1960–1962)
- Bram Appel (1962–1967)
- Milan Nikolic (1967)
- Wim Blokland (1967–1968)
- Kurt Linder (1968–1972)
- Kees Rijvers (1972–1980)
- Jan Reker (1980)
- Thijs Libregts (1980–1983)
- Jan Reker (1983–1986)
- Hans Kraay (1986–1987)
- Guus Hiddink (1987–1990)
- Bobby Robson (1990–1992)
- Hans Westerhof (1992–1993)
- Aad de Mos (1993–1994)
- Kees Rijvers (1994)
- Dick Advocaat (1994–1998)
- Bobby Robson (1998–1999)
- Eric Gerets (1999–2002)
- Guus Hiddink (2002–2006)
- Ronald Koeman (2006–2007)
- Jan Wouters (2007)
- Sef Vergoossen (2008)
- Huub Stevens (2008–2009)
- Dwight Lodeweges (2009)
- Fred Rutten (2009–2012)
- Dick Advocaat (2012–2013)
- Phillip Cocu (2013–2018)
- Mark van Bommel (2018–2019)
- Ernest Faber (2019–2020, interino)
- Roger Schmidt (2020–2022)
- Ruud van Nistelrooy (2022–)